# Liste der Monuments historiques in Belleville-et-Châtillon-sur-Bar
Die Liste der Monuments historiques in Belleville-et-Châtillon-sur-Bar führt die Monuments historiques in der französischen Gemeinde Belleville-et-Châtillon-sur-Bar auf.

## Liste der Immobilien
| Bezeichnung                               | Beschreibung            | Standort                                  | Kennzeichnung | Schutzstatus | Datum | Bild           |
| ----------------------------------------- | ----------------------- | ----------------------------------------- | ------------- | ------------ | ----- | -------------- |
| Kirche Décollation-de-Saint-Jean-Baptiste | aus dem 15. Jahrhundert | Châtillon-sur-Bar, rue de l’Église (Lage) | PA00078346    | Inscrit      | 1930  | weitere Bilder |

## Liste der Objekte
| Bezeichnung                     | Beschreibung                                                                                                  | Standort                                                                   | Kennzeichnung | Schutzstatus | Datum | Bild |
| ------------------------------- | --- | -------------------------------------------------------------------------- | ------------- | ------------ | ----- | ---- |
| Seitenaltar                     | Marmor, Stein, 17. Jahrhundert                                                                                | Châtillon-sur-Bar, in der Kirche Décollation-de-Saint-Jean-Baptiste (Lage) | PM08000141    | Classé       | 1974  |      |
| Kruzifix                        | Holz, farbig gefasst und vergoldet, 18. Jahrhundert; in der Mairie in Belleville-sur-Bar deponiert            | Châtillon-sur-Bar, in der Kirche Décollation-de-Saint-Jean-Baptiste (Lage) | PM08000795    | Inscrit      | 1973  |      |
| Skulptur Heiliger Eligius       | Holz, farbig gefasst und vergoldet, 18. Jahrhundert; in der Mairie in Belleville-sur-Bar deponiert            | Châtillon-sur-Bar, in der Kirche Décollation-de-Saint-Jean-Baptiste (Lage) | PM08000797    | Inscrit      | 1973  |      |
| Adlerpult                       | Holz, Marmor, 18. Jahrhundert                                                                                 | Châtillon-sur-Bar, in der Kirche Décollation-de-Saint-Jean-Baptiste (Lage) | PM08000138    | Classé       | 1955  |      |
| Hauptaltar                      | Altartisch, Retabel und Gemälde Enthauptung des Täufers; Marmor, Stein, Ölfarbe auf Leinwand, 17. Jahrhundert | Châtillon-sur-Bar, in der Kirche Décollation-de-Saint-Jean-Baptiste (Lage) | PM08000139    | Classé       | 1974  |      |
| Seitenaltar                     | Marmor, Stein, 17. Jahrhundert                                                                                | Châtillon-sur-Bar, in der Kirche Décollation-de-Saint-Jean-Baptiste (Lage) | PM08000140    | Classé       | 1974  |      |
| Kredenz                         | Holz, 18. Jahrhundert; verschwunden                                                                           | Châtillon-sur-Bar, in der Kirche Décollation-de-Saint-Jean-Baptiste (Lage) | PM08000794    | Inscrit      | 1973  |      |
| Skulptur Heilige Germana Cousin | Holz, farbig gefasst und vergoldet, 19. Jahrhundert; in der Mairie in Belleville-sur-Bar deponiert            | Châtillon-sur-Bar, in der Kirche Décollation-de-Saint-Jean-Baptiste (Lage) | PM08000799    | Inscrit      | 1973  |      |
| Skulptur Unterweisung Mariens   | Gips, farbig gefasst und vergoldet, 19. Jahrhundert; in der Kirche Notre-Dame in Belleville-sur-Bar deponiert | Châtillon-sur-Bar, in der Kirche Décollation-de-Saint-Jean-Baptiste (Lage) | PM08000798    | Inscrit      | 1973  |      |
| Skulptur Johannes der Täufer    | Kalkstein, farbig gefasst, 19. Jahrhundert; in der Kirche Notre-Dame in Belleville-sur-Bar deponiert          | Châtillon-sur-Bar, in der Kirche Décollation-de-Saint-Jean-Baptiste (Lage) | PM08000796    | Inscrit      | 1973  |      |